# Stane Leban
Stane Leban, slovenski gledališki igralec in režiser,  * 29. december 1934, Stanovišče, † 12. junij 2013, Nova Gorica.
Leban je ob poklicni dejavnosti medicinsko-sanitarnega tehnika od 1955 sodeloval kot režiser in igralec v Goriškem gledališču v Novi Gorici v katerem je bil od 1982 tudi stalno zaposlen. Kot igralec se je Leban iz izrazitega komika razvil v interpreta tragikomičnih vlog. Pogosto je nastopal tudi v televizijskih igrah ter v filmu Cvetje v jeseni režiserja Matjaža Klopčiča.